# Jiřina Pelcová
Jiřina Pelcová, rozená Adamičková, (* 22. listopadu 1969 Jablonec nad Nisou, Československo) je bývalá československá a česká reprezentantka v biatlonu. V sezóně 1989/1990 vyhrála celkovou klasifikaci světového poháru.

## Výsledky
Poznámka: do roku 1993 jako Adamičková, od roku 1994 již jako Pelcová

### Olympijské hry
- Albertville 1992: 5. místo ve sprintu, 8. místo ve štafetě (se Sůvovou a Kulhavou), 23. místo ve vytrvalostním závodě
- Lillehammer 1994: 7. místo ve štafetě (s Kulhavou, Knížkovou a Hákovou), 37. místo ve vytrvalostním závodě, 49. místo ve sprintu
- Nagano 1998: 6. místo ve štafetě (s Losmanovou, Česnekovou a Hákovou), 35. místo ve sprintu, 38. místo ve vytrvalostním závodě

### Mistrovství světa
- 1989: 3. místo ve štafetě (s Burešovou a Novotnou)
- 1992: 3. místo v družstvech (se Sůvovou, Hákovou a Kulhavou)
- 1993: 1. místo ve štafetě (s Kulhavou, Knížkovou a Hákovou)

### Světový pohár
- 1989/1990: celkové 1. místo